# Joseph Ventaja
Joseph Ventaja est un boxeur français né le 4 février 1930 à Casablanca et mort le 11 août 2003 à Bordeaux.

## Carrière
Il participe au concours de boxe aux Jeux olympiques d'été de 1952 à Helsinki en catégorie poids plumes et remporte lors de cette épreuve la médaille de bronze en ne s'inclinant qu'en demi-finale face à l'Italien Sergio Caprari.

## Parcours auxJeux olympiques
Jeux olympiques d'été de 1952 à Helsinki (poids plumes) :
- Bat Yury Sokolov (URSS) 2-1
- Bat Sydney Greave (Pakistan) 3-0
- Bat Edson Brown (États-Unis) 3-0
- Perd contre Sergio Caprari (Italie) 1-2